# Хумн, Никифор
Никифор Хумн (греч. Νικηφόρος Χοῦμνος, ок. 1250/55 — 1327) — византийский ученый и государственный деятель раннего палеологовского периода, одна из ключевых фигур так называемого Палеологовского Возрождения. В течение одиннадцати лет он занимал пост главного министра императора Андроника II Палеолога. Никифор Хумн известен также в связи с напряжённым интеллектуальным соперничеством со своим знаменитым современником, учёным и чиновником Феодором Метохитом. Хумн является основателем монастыря Богородицы Горгоэпикоос (др.-греч. Παναγία η Γοργοεπήκοος) в Константинополе.

## Биография
Хумн родился между 1250 и 1255 годами. Он происходил из знатной семьи, которая с XI века дала несколько высокопоставленных чиновников. Никифор изучал риторику и философию под руководством будущего Константинопольского патриарха Григория II, а после завершения учёбы поступил на имперскую службу. Он впервые упоминается около 1275 года с низшим рангом квестора, в качестве главы посольства к монгольскому правителю  Персии ильхану Абаке-хану. Хотя в правление императора Михаила VIII Хумн признал объединительное решение Второго Лионского собора, при его преемнике Андронике II Палеологе, он поменял свои взгляды. Около 1285 года он сочинил панегирик в честь императора, в котором подчеркнул не только добродетели и ратные свершения императора, но и его отрицательное отношение к объединению церквей. Дальнейшее восхождение Хумна к вершинам власти было стремительным: в начале 1294, после смерти Феодора Музалона Андроник II назначил его мистиком и месазоном, фактически главным министром, а в 1295 году он также получил должность каниклея, став начальником императорской канцелярии. Как сообщает византийский историк Георгий Пахимер, император все больше устранялся от непосредственного управления государством, чтобы посвятить себя молитве и посту, оставив все дела Хумну. Растущее влияние Хумна привело его к столкновению с низложенным патриархом Афанасием I, в чьём смещении в 1293 году он, возможно, сыграл какую-то роль. Их вражда происходящая, вероятно из стремления Хумна к централизации власти и различиях в философских взглядах, в дальнейшем углублялась и была отмечена взаимными обвинениями в коррупции
В 1303 году, после того, как запланированный брак его дочери Ирины с Алексеем II Трапезундским не состоялся, Хумн преодолел противодействие императрицы Ирины и обеспечил себя матримониальной связью с правящей династией, выдав замуж свою дочь за третьего сына императора, деспота Иоанн Палеолога (ок. 1286—1308). Тем не менее два года спустя он был уволен и заменен в качестве месазона Метохитом. За время своей работы Никифор Хумн скопил за счет взяток, продажи должностей и сбора налогов большое состояние, значительную часть которого составляли поместья в Македонии. Эта практика была довольно распространена среди чиновников палеологовского периода, чья коррумпированная власть была крайне обременительна для подданных империи. Часть своего состояния Хумн потратил на создание и обустройство монастыря Богородицы Gorgoepekoos в Константинополе
В 1309—1310 годах Хумн занимал пост губернатора второго по величине города империи Фессалоники, но затем постепенно оказался от государственных должностей. Участие в процессе против патриарха Нифонта I стало его последним крупным предприятием. В 1320-х годах он вступил в затяжную полемику со своим главным интеллектуальным и политическим соперником Феодором Метохитом. Если Хумн высмеивал Метохита за отсутствие ясности изложения, Метохит упрекал Хумна за отсутствие интереса к физике и его незнание астрономии, которую он признавал «высшей формой науки». Около 1326 года Хумн постригся в монахи под монашеским именем Нафанаил в монастыре Христа Филантропа в Константинополе, который был основан его дочерью Ириной. Там он скончался 16 января 1327.

## Сочинения
Хумн был плодовитым писателем, испытавшим значительное влияние классиков, которых он изучал в молодости. Его труды, некоторые из которых остаются неопубликованными, включают в себя риторические произведения, как, например похвальное слово Андронику II, а также трактаты по философии, в особенности по теории элементов, метеорологии, космологии и теологии. Некоторые из этих трактатов, видимо, были составлены по случаю придворных литературных вечеров, на которых иногда председательствовал император. Из его обширной переписки сохранилось 172 письма, из которых 40 адресовано императору Андронику II и 28 Иосифу Философу. Перу Хумна принадлежат три поэмы на смерть императора Михаила IX Палеолога (1294—1320).
В своих философских работах Хумн показывает себя «страстным и умелым» защитником учения Аристотеля. Однако он не принимает аристотелизм, используя вместо этого его для рационального философского обоснования христианской теологии. В своих нападках на платоновскую теорию вещества и форм и в своих опровержениях теории Плотина о душе, Хумн пытается обосновать христианское богословское учение.
По словам французского византиниста Рудольфа Гийяна, «любовью к античности, страстностью, хотя и некоторой сервильностью, а также разнообразием своих знаний Хумн предвещает итальянский гуманизм и западное Возрождение».

## Семья
Брат Никифора Феодор также был придворным. В браке с неизвестной женой Хумн имел несколько детей:
- Иоанн Хумн[англ.], паракимомен и полководец
- Георгий Хумн[англ.], префект трапезы[англ.] (глава императорского стола) и великий стратопедарх (великий магистр лагеря).
- Ирина Хумнена Палеологиня, замужем за деспотом Иоанном Палеологом[англ.]. После его смерти в 1308 году, не имея детей, она стала монахиней под именем Евлогия и основала монастырь Христа Филантропа в Константинополе. Несмотря на уход в монастырь она принимала активное участие в интеллектуальной жизни столицы, собрав большую библиотеку и поддерживая общение с учёными.